# 지오넷 네임 서버
지오넷 네임 서버 (GEOnet Names Server, GNS)는 미국 국립 지리정보국 (NGA)과 미국 지명위원회 (BGN)에서 보유한 미국 국내외 지명 데이터베이스 서비스로, 정부 공식문서, 도메인이나 이메일주소 상의 정식 명칭은 지오그래픽 네임 데이터 (Geographic Names Data), 지오네임스 (geonames)라고 부른다.

## 상세
미국 지명위원회에서 확정한 외국 지명 표기 현황을 살펴볼 수 있는 미 연방정부의 공식 서비스로, 매달 약 20,000건의 자료가 업로드된다. 각 지명은 '명백한 중복인 경우'를 제외하고 삭제되지 않은 것으로 알려져 있다. 해당 지명의 영어 (로마자) 표기와 위치, 행정 구역, 특징에 관한 기본정보 외에도 이명 (異名)이나 비로마자 표기 등 검색보조기능도 제공하고 있다.
방대한 수집량에도 불구하고 그 정확성에 대해선 종종 비판받는 편인데, 2008년 성신여대 박경 교수의 연구에 따르면 GNS상에 업로드된 한국 지명을 조사한 결과, 그 중 약 1%가 1946년 미군 지도에 실렸던 일본식 지명이며 정작 일제강점기에도 사용된 적이 없는 지명으로 드러났다. 당시 미국 측은 일본 당국의 협조로 편집한 것으로 추정되었다. 같은 연구에서 일본 지명 외에도 GNS의 한국 지명, 중국과 영미권 유래의 외래지명에 대해 "유사한 문자를 가진 지명에 대한 철자오류와 단순 혼동 사례가 많다"고 지적하였다.

## 같이 보기
- 지명 정보 시스템 (GNIS) - 미국 지명 정보 데이터베이스